# Бараниковский сельский совет (Кременский район)
Бараниковский сельский совет (укр. Бараниківська сільська рада) — административно-территориальная единица в составе Кременского района Луганской области Украины.

## Населённые пункты совета
- с. Бараниковка

## Адрес сельсовета
92922, Луганська обл., Кремінський р-н,
с. Бараниківка, кв. Гагаріна, 3; тел. 9-62-73  (укр.)